# Подбель (Мазовецьке воєводство)
Подбель (пол. Podbiel) — село в Польщі, у гміні Целестинув Отвоцького повіту Мазовецького воєводства.
Населення — 424 особи (2011).
У 1975-1998 роках село належало до Варшавського воєводства.

## Демографія
Демографічна структура станом на 31 березня 2011 року:
|          | Загалом | Допрацездатний вік | Працездатний вік | Постпрацездатний вік |
| -------- | ------- | ------------------ | ---------------- | -------------------- |
| Чоловіки | 207     | 50                 | 135              | 22                   |
| Жінки    | 217     | 45                 | 132              | 40                   |
| Разом    | 424     | 95                 | 267              | 62                   |